# Horta (Star Trek)
De Horta is een fictieve silicium levensvorm uit het Star Trek-universum.
De Horta is een levensvorm die leeft op de planeet Janus VI. Horta scheiden een krachtig bijtend zuur uit, waardoor ze makkelijk door rotsachtige grond kunnen bewegen. Elke 50.000 jaar sterven op een na alle Horta op de planeet. Dat ene specimen heeft als taak voor de eieren te zorgen en wordt, wanneer die uitkomen, de moeder van het nieuwe Horta-volk.
De Horta werden in 2267 ontdekt in een mijn in de aflevering The Devil in the Dark van de oorspronkelijke serie.